# Warm Springs, Virginia
Warm Springs är administrativ huvudort i Bath County i Virginia. Vid 2010 års folkräkning hade Warm Springs 123 invånare. Den nuvarande domstolsbyggnaden i Warm Springs byggdes 1913–1914.